# Philodice mitchellii
El colibrí de Mitchell (Philodice mitchellii), también denominado colibrí hada acollarada, estrella gorguipúrpura (en Panamá), estrellita gorjipurpura (en Ecuador), rumbito pechiblanco o zumbador pechiblanco (en Colombia), es una especie de ave apodiforme de la familia Trochilidae —los colibríes— una de las dos perteneciente al género Philodice, anteriormente colocada en Calliphlox. Es nativo del extremo oriental de América Central y del noroeste de América del Sur. 

## Distribución y hábitat
Se distribuye por el oeste de Colombia (ambas vertientes de los Andes occidentales) hasta el oeste de Ecuador (al sur hasta El Oro y Loja); con una población aislada en el extremo este de Panamá (Darién), a 600 km de la distribución principal.
Esta especie es considerada de poco común a localmente común en sus hábitats naturales; los bosques húmedos, bordes de bosque desde la costa hasta el bosque nuboso a 2400 m de altitud en Nariño, Colombia; en el suroeste de Colombia, de diciembre a mayo, es más numerosa por encima de los 1000 m. Se alimenta principalmente en las copas de los árboles.

## Sistemática

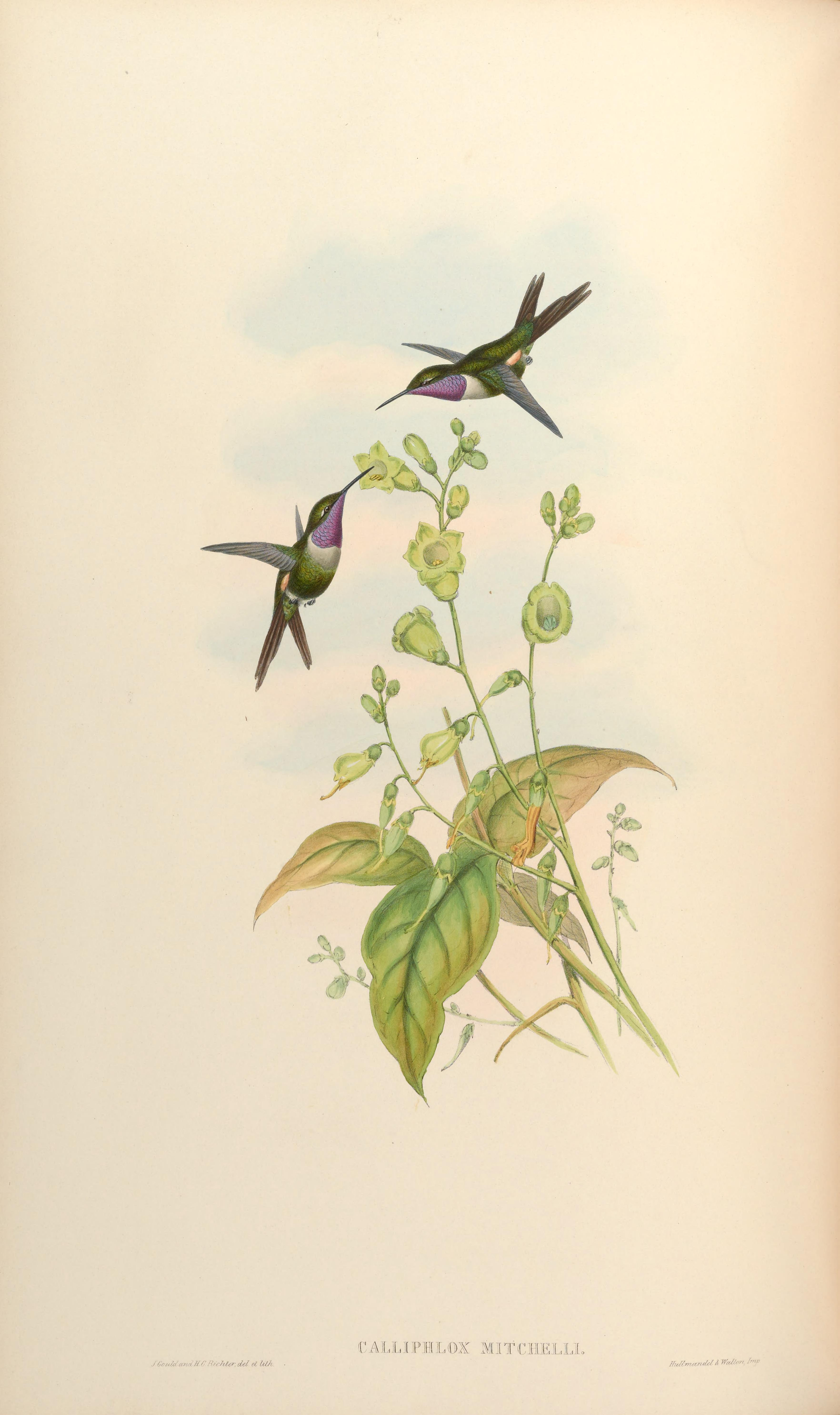
Calliphlox mitchelli, ilustración de Gould y Richter en A monograph of the Trochilidae, or family of humming-birds 3, 1861.

### Descripción original
La especie P. mitchellii fue descrita por primera vez por el ornitólogo francés Jules Bourcier en 1847 bajo el nombre científico Trochilus mitchellii; su localidad tipo es: «Zimapán».

### Etimología
El nombre genérico masculino «Philodice» proviene de la mitología griega «Filódice», esposa de Leucipo e hija de Ínaco; y el nombre de la especie «mitchellii», conmemora al zoólogo británico David William Mitchell (1813-1859).

### Taxonomía
La presente especie y Philodice bryantae estuvieron históricamente colocadas en el género Calliphlox, hasta que los estudios filogenéticos recientes demostraron que formaban un clado con los géneros Eulidia, Microstilbon y Chaetocercus, por lo que fueron transferidas para el presente género Philodice resucitado. Es monotípica.